# NGC 6460
NGC 6460 (również PGC 60925 lub UGC 10997) – galaktyka spiralna (Sc), znajdująca się w gwiazdozbiorze Herkulesa. Odkrył ją Albert Marth 2 czerwca 1864 roku.